# Sébastien Minard
Sébastien Minard (Senlis, 12 juni 1982) is een voormalig Frans wielrenner die het grootste deel van zijn carrière reed voor AG2R La Mondiale.

## Overwinningen
- 2005: 10e etappe Ronde van de Toekomst
- 2010: Parijs-Camembert

## Resultaten in voornaamste wedstrijden
| Jaar | Ronde van Italië | Ronde van Frankrijk | Ronde van Spanje |
| ---- | ---------------- | ------------------- | ---------------- |
| 2005 |                  |                     |                  |
| 2006 |                  |                     | 43e              |
| 2007 |                  |                     | 57e              |
| 2008 |                  |                     | 71e              |
| 2009 |                  | 36e                 |                  |
| 2010 |                  | 91e                 | 102e             |
| 2011 |                  | 109e                |                  |
| 2012 |                  | 65e                 |                  |
| 2013 |                  | 124e                |                  |
| 2014 |                  | 99e                 |                  |
| 2015 |                  |                     | 96e              |
| 2016 |                  |                     | opgave           |

| Jaar | Milaan-San Remo | Gent-Wevelgem | Ronde van Vlaanderen | Parijs-Roubaix | Amstel Gold Race | Luik-Bast.‑Luik | Ronde van Lombardije | Parijs-Tours | Waalse Pijl |  | WK op de weg |  | Wereldranglijsten |
| ---- | --------------- | ------------- | -------------------- | -------------- | ---------------- | --------------- | -------------------- | ------------ | ----------- |  | ------------ |  | ----------------- |
| 2005 |                 |               |                      | 61e            |                  |                 |                      |              |             |  |              |  |                   |
| 2006 |                 |               | 76e                  | opgave         |                  |                 |                      | 16e          |             |  |              |  |                   |
| 2007 | 154e            |               | 113e                 | opgave         |                  |                 | 53e                  | 75e          |             |  |              |  |                   |
| 2008 | 87e             |               | 99e                  | 105e           | 146e             |                 | 66e                  | 122e         |             |  |              |  |                   |
| 2009 | 146e            |               | 98e                  | 29e            |                  |                 | 57e                  | 59e          |             |  |              |  | 227e (UWK)        |
| 2010 |                 |               |                      | 46e            |                  |                 |                      | 67e          | 18e         |  |              |  |                   |
| 2011 |                 |               | 24e                  | 40e            |                  |                 |                      |              | opgave      |  |              |  |                   |
| 2012 |                 |               | 50e                  | 39e            |                  | opgave          |                      | 72e          | opgave      |  |              |  | 239e (UWT)        |
| 2013 |                 | 37e           | 54e                  | 45e            |                  |                 |                      |              | 105e        |  |              |  |                   |
| 2014 |                 |               | 20e                  | 23e            | 97e              |                 |                      |              | 65e         |  |              |  |                   |
| 2015 |                 |               | 89e                  | 46e            |                  | opgave          |                      | 73e          | opgave      |  | opgave       |  |                   |
| 2016 |                 |               | 78e                  | 66e            |                  | 152e            |                      | 145e         | 128e        |  |              |  |                   |

## Ploegen
- 2005 –  R.A.G.T. Semences
- 2006 –  Cofidis, le Crédit par Téléphone
- 2007 –  Cofidis, le Crédit par Téléphone
- 2008 –  Cofidis, le Crédit par Téléphone
- 2009 –  Cofidis, le Crédit en Ligne
- 2010 –  Cofidis, le Crédit en Ligne
- 2011 –  AG2R La Mondiale
- 2012 –  AG2R La Mondiale
- 2013 –  AG2R La Mondiale
- 2014 –  AG2R La Mondiale
- 2015 –  AG2R La Mondiale
- 2016 –  AG2R La Mondiale